# Veneri al sole
Veneri al sole è un film a episodi del 1965 diretto da Marino Girolami.

## Trama

### Intrigo al mare
Un fotoreporter difende una graziosa ragazza dai continui tentativi di furto di una misteriosa valigetta.

### Una domenica a Fregene
La scappatella al mare di un dirigente aziendale con la sua amante, viene rovinata dalla presenza di un suo fattorino con la famiglia, il quale le tenta tutte pur di ingraziarsi il superiore per ottenere un avanzamento.

### Come conquistare le donne
Un anziano dongiovanni cerca in vari modi di avvicinare il timidissimo figlio alle prime esperienze con le donne.